# Sapper Hill
El Cerro Zapador (en inglés: Sapper Hill) tiene 138 m s. n. m. y se encuentra en la isla Soledad, islas Malvinas. Se encuentra justo al sur de Puerto Argentino/Stanley, cerca del camino que la comunica con la base aérea de Monte Agradable. Está fuertemente minada por la guerra de las Malvinas. Lleva el nombre de una tropa de zapadores que se asentaron en el cuartel de Moody Brook.
En la zona de la colina existió hacia 1840 un saladero y un corral construido por los gauchos que habitaban las islas. El corral tiene 120 metros de diámetro y tres de alto.
En 2013 se construyeron en las cercanías del cerro unas 32 casas (como parte del crecimiento de la capital isleña), aunque solo cuatro de ellas fueron ocupadas.

## Guerra de las Malvinas
Debido a su proximidad a la capital isleña, el cerro era de gran importancia estratégica. Aquí, el 7 de junio de 1982, se encontraba un batallón de argentinos, que por la tarde fue bombardeado por las fuerzas británicas. Luego de la batalla del monte Tumbledown un escuadrón británico avanzó por el monte William hacia el cerro para capturarlo e ingresar a la capital. Esto resultó en un breve tiroteo. Tres infantes de marina argentinos murieron y cuatro miembros de las tropas británicas fueron heridos, siendo las últimas bajas sufridas en la guerra. A los pies de la colina había un enorme campo de minas. Un grupo de zapadores se adelantó para despejar el camino a través de ellas, pero luego encontraron la colina abandonada.